# Ohne dich
"Ohne dich"（德译：没有你）是Rammstein的一首谣曲，收录于专辑Reise, Reise。

## MV
MV摄制于奥地利的大格洛克纳山，讲述了Rammstein成员攀登时主唱Till Lindemann坠崖而受重伤，随后是乐队坐在帐篷里，Till的腿出现坏疽，他渴望地看着山顶，当他们背着Till攀登时音乐再次响起，最后他们到达了山顶，Till看着周围满意地死去。